# Epistemologia ewolucyjna
Epistemologia ewolucyjna – naturalistyczne podejście w teorii poznania podkreślające znaczenie naturalnej selekcji w dwóch podstawowych znaczeniach. Po pierwsze, naturalna selekcja generuje i zapewnia wiarygodność naszych zmysłów i mechanizmów poznawczych, niejako "dopasowując" owe mechanizmy do świata zewnętrznego. Po drugie, uczenie się metodą prób i błędów oraz ewolucja teorii naukowych są konstruowane w ramach analogicznego procesu selekcji.
Epistemologia ewolucyjna wynika z założenia, że mechanizmy poznawcze ludzi i zwierząt są wynikiem procesu ewolucji biologicznej. W związku z tym owa teoria powinna być punktem wyjścia rozważań epistemologicznych. 
Uznaje się, że współtwórcami epistemologii ewolucyjnej byli biolog Konrad Lorenz, psycholog Donald T. Campbell oraz filozof Karl Popper. Jednakże, zbliżone idee głosili w przeszłości również Karol Darwin, Herbert Spencer, William James czy Jean Piaget.